# Trifolium purseglovei
Trifolium purseglovei är en ärtväxtart som beskrevs av Jan Bevington Gillett. Trifolium purseglovei ingår i släktet klövrar, och familjen ärtväxter. Inga underarter finns listade i Catalogue of Life.